# Kollekt (indsamling)
|  | Se også Kollekt |
Kollekten er en pengeindsamling til kirkelige formål. I almindelighed bliver der annonceret en sådan kollekt med et angivet formål (f.eks. ydre mission, menighedsarbejde, kirkeligt socialt arbejde) ved en gudstjeneste. I dag sker indsamlingen oftest via en kirkebøsse, men tidligere har man også brugt en klingpung.
I folkekirken er der tradition for at have kollekt til alle faste gudstjenester. Det er præsten der skal finde ud af hvilket formål der skal indsamles til men menighedsrådet der skal give tilladelse til indsamling til de enkelte formål. Når der skal vælges formål skal det være kirkeligt arbejde eller den lokale menighedspleje, ellers kræves kongelig resolution. Præsten er dog forpligtet til at foretage den årlige indsamling til fordel for Det Danske Bibelselskab som altid foregår på Nytårsdag.